# (6120) Anhalt
Pour les articles homonymes, voir Anhalt.
(6120) Anhalt est un astéroïde de la ceinture principale.

## Description
(6120) Anhalt est un astéroïde de la ceinture principale. Il fut découvert le 21 août 1987 à Tautenburg par Freimut Börngen. Il présente une orbite caractérisée par un demi-grand axe de 2,35 UA, une excentricité de 0,22 et une inclinaison de 3,0° par rapport à l'écliptique.

## Compléments